# Alfred Escher

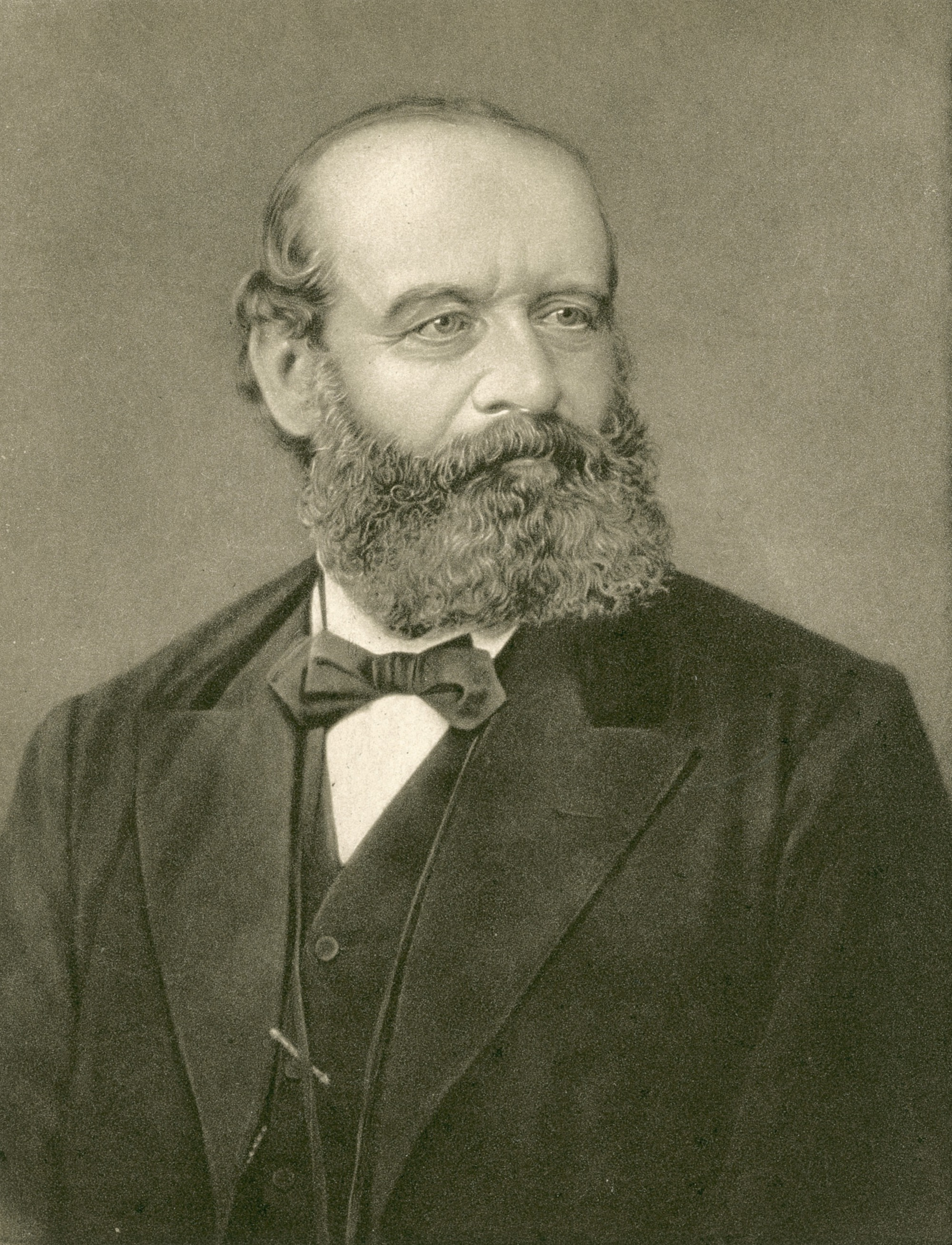
Porträt Alfred Eschers, um 1875

Johann Heinrich Alfred Escher vom Glas, genannt Alfred Escher (* 20. Februar 1819 in Zürich; † 6. Dezember 1882 in Zürich/Enge), war ein Schweizer Politiker, Wirtschaftsführer und Eisenbahnunternehmer. Durch seine zahlreichen politischen Ämter und seine Gründungs- und Führungstätigkeit bei der Schweizerischen Nordostbahn, dem Eidgenössischen Polytechnikum, der Schweizerischen Kreditanstalt, der Schweizerischen Lebensversicherungs- und Rentenanstalt sowie der Gotthardbahn-Gesellschaft nahm Escher wie kein anderer Einfluss auf die politische und wirtschaftliche Entwicklung der Schweiz im 19. Jahrhundert.

## Biografie

### Herkunft und Familie

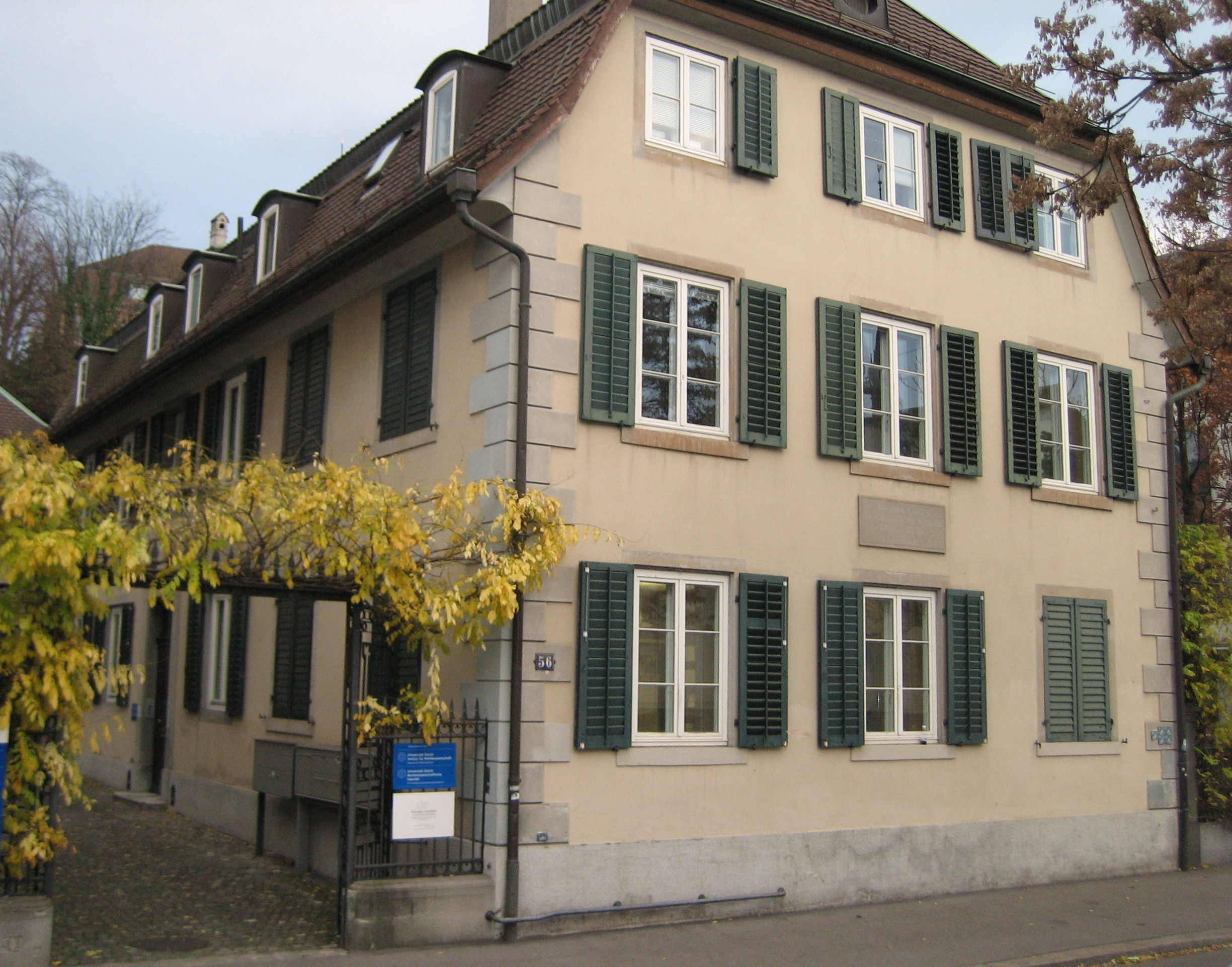
Eschers Geburtshaus «Neuberg» am Hirschengraben in Zürich

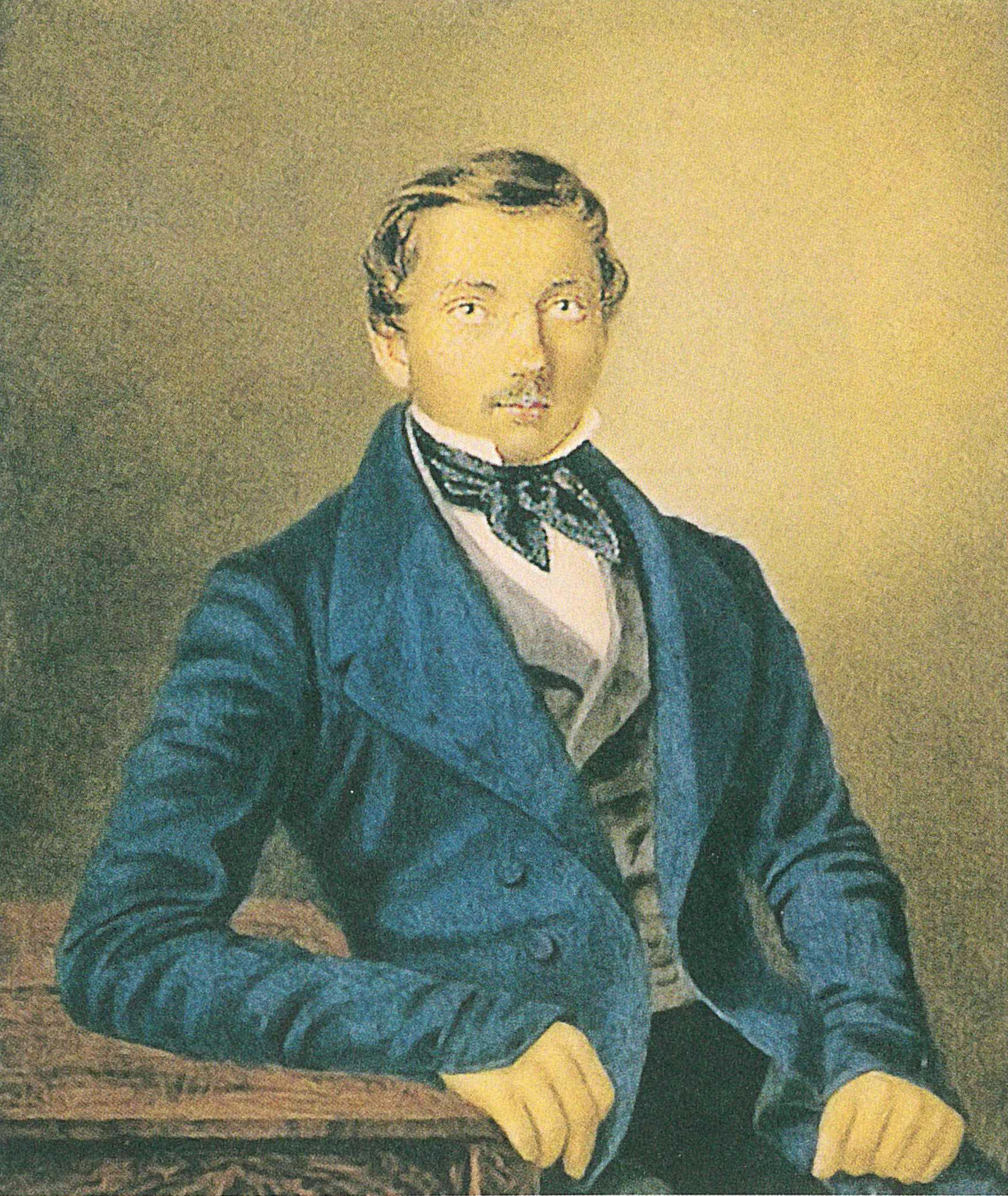
Alfred Escher, 1838 von seiner Schwester Clementine Stockar-Escher gemalt

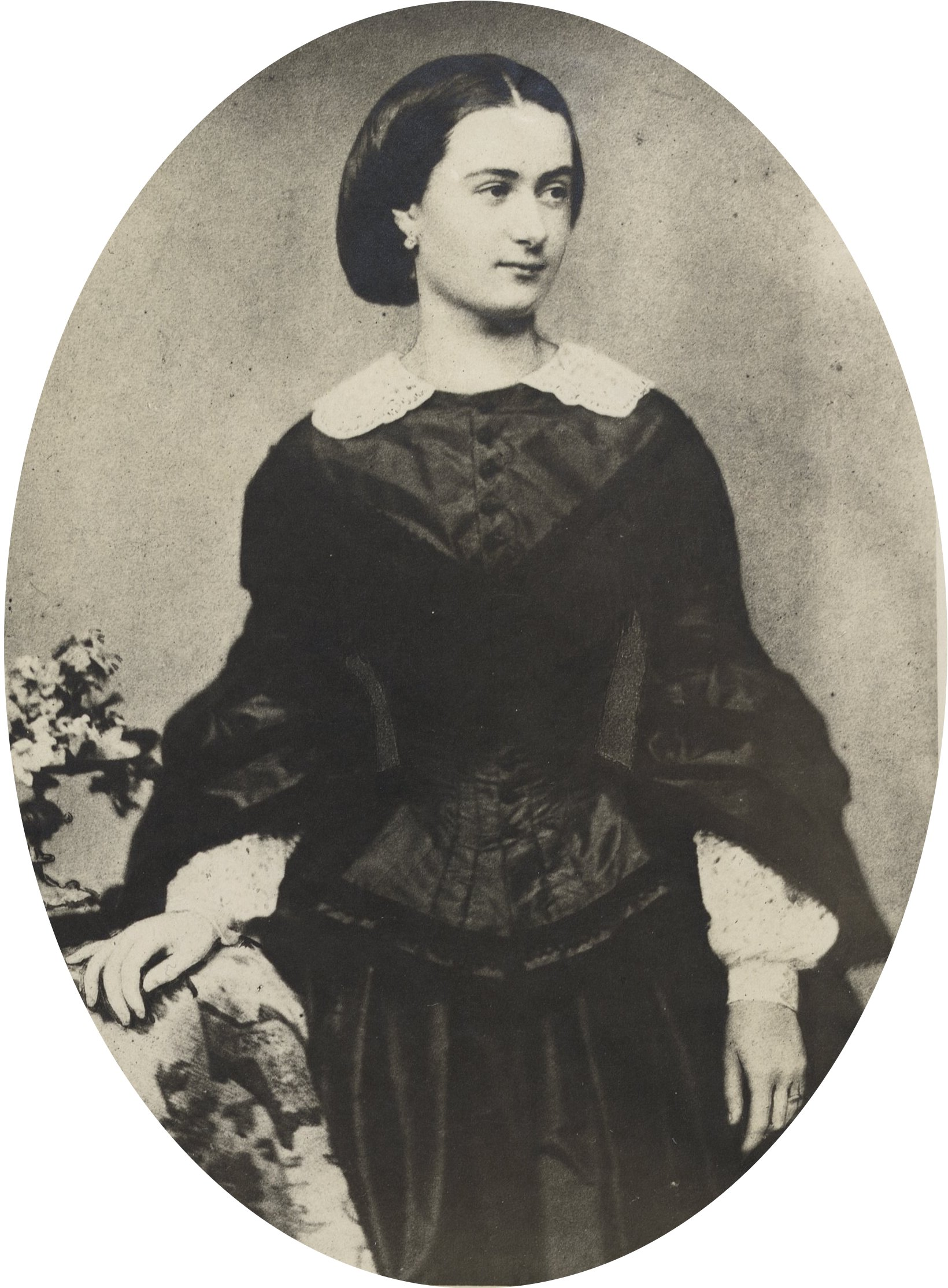
Augusta Escher, Frau von Alfred Escher, um 1855

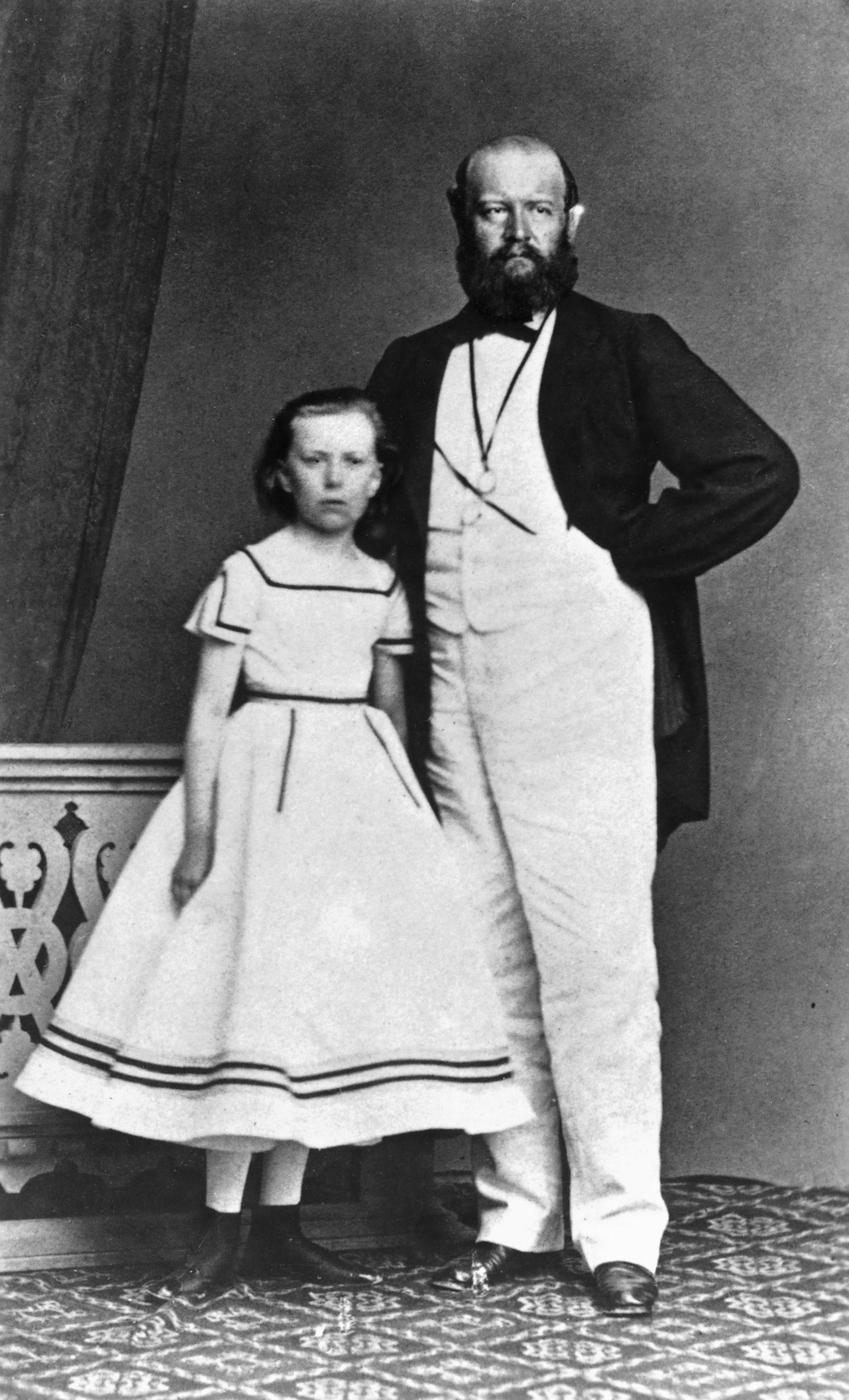
Alfred Escher mit Tochter Lydia, um 1865

Alfred Escher stammte aus der alten und einflussreichen Zürcher Familie Escher vom Glas, aus der zahlreiche angesehene Politiker hervorgingen. Skandale um Alfred Eschers unmittelbare Vorfahren beschädigten jedoch den Ruf der Familie. Der Urgrossvater Hans Caspar Escher-Werdmüller (1731–1781) hatte 1765 mit einer Magd ein uneheliches Kind gezeugt und suchte mit ihr das Weite. Alfred Eschers Grossvater Hans Caspar Escher-Keller (1755–1831) riss mit seinem Konkurs beinahe ganz Zürich in den finanziellen Abgrund.
Alfred Eschers Vater Heinrich Escher gelangte durch Landspekulationen und Handelsgeschäfte in Nordamerika zu neuem Reichtum. 1814 kehrte er nach Zürich zurück und heiratete im Mai 1815 Lydia Zollikofer von Altenklingen (1797–1868). Aus der Ehe gingen die beiden Kinder Clementine (1816–1886) und Alfred hervor.
1857 heiratete Alfred Escher Augusta Uebel (1838–1864). 1858 wurde die Tochter Lydia geboren; eine weitere Tochter, Hedwig (1861–1862), verstarb im frühen Kindesalter an Lungenentzündung. Lydia Escher heiratete 1883 Friedrich Emil Welti, den Sohn des Bundesrates Emil Welti. 1890, kurz vor dem Ende ihres tragisch bewegten Lebens, brachte sie das Escher-Vermögen in eine Stiftung ein, welche nach dem von ihrem Vater wiederholt geförderten Zürcher Dichter Gottfried Keller-Stiftung benannt wurde. Mit Lydias Freitod 1891 bricht der Stammbaum Alfred Eschers ab.

### Kindheit, Jugend, Studium
Die ersten Jahre der Kindheit verbrachte Alfred Escher in seinem Geburtshaus, dem «Neuberg» am Hirschengraben in Zürich. Sein Vater Heinrich Escher liess am linken Zürichseeufer in der Gemeinde Enge (heute Stadt Zürich) ein Landhaus errichten, dem er den Namen «Belvoir» verlieh. Als die Familie das Haus 1831 bezog, konnte sich Heinrich Escher ganz seiner Leidenschaft für Botanik und seiner entomologischen Sammlung widmen. Unterrichtet wurde Alfred Escher in dieser Zeit von verschiedenen Hauslehrern; unter ihnen der Theologe Alexander Schweizer und der spätere Paläobotaniker und Entomologe Oswald Heer. Von 1835 bis 1837 besuchte Escher das Zürcher Obergymnasium.
Nach der Maturität entschied sich Escher für ein juristisches Studium an der noch jungen Universität Zürich. 1838/39 verbrachte er zwei Auslandssemester an den Universitäten Bonn und Berlin, die jedoch von einer schweren Krankheit getrübt wurden. Während des Studiums engagierte sich Escher in der Studentenverbindung Zofingia, in die er 1837 eintrat. Der Zürcher Sektion des Vereins stand Escher 1839/1840 als Präsident vor, im September 1840 wurde er zum Centralpräsidenten des Gesamtvereins gewählt. Escher selbst betonte immer wieder die Bedeutung der «Zofingia» für seine Persönlichkeitsentwicklung. Seit 1839 war er Mitglied des Corps Helvetia Heidelberg. Mit einer Arbeit über das römische Recht wurde Escher 1842 als erster Jurist an der Universität Zürich zum Doctor iuris utriusque promoviert, dies summa cum laude. Um sich Klarheit über seine berufliche Zukunft zu verschaffen, begab er sich für mehrere Monate nach Paris.

### Politischer Aufstieg
Nach seiner Rückkehr nach Zürich im Sommer 1843 widmete sich Alfred Escher wissenschaftlichen Projekten. Er plante eine gross angelegte Schweizer Rechtsgeschichte, die jedoch nicht zustande kam. Zudem beabsichtigte er, Vorlesungen an der Universität Zürich zu halten. Im Februar 1844 hielt er eine Probevorlesung, worauf ihn der Erziehungsrat zum Privatdozenten an der staatswissenschaftlichen Fakultät ernannte.
Daneben war der radikal-liberale Escher auch politisch engagiert: Er traf sich mit ehemaligen Studienfreunden in der «Akademischen Mittwochgesellschaft», um über politische Fragen zu debattieren, und verfasste wiederholt Artikel für die Neue Zürcher Zeitung. Im August 1844 wurde er mit 25 Jahren in den Grossen Rat des Kantons Zürich gewählt. So konnte er die politischen Fragen der Zeit aktiv beeinflussen; allen voran den Konflikt um die Ausweisung der Jesuiten aus der Eidgenossenschaft, bei dem er eine entscheidende Position in der Anti-Jesuiten-Propaganda einnahm. 1845 und 1846 vertrat Escher den Kanton Zürich als Dritter Tagsatzungsgesandter und kam dabei in Kontakt mit den führenden Schweizer Politikern. 1847 wurde er zum Ersten Staatsschreiber ernannt, und im Sommer 1848 folgte die Wahl in die Zürcher Kantonsregierung.
Mit der Einführung der neuen Bundesverfassung musste erstmals das nationale Parlament bestellt werden. Escher wurde am 15. Oktober 1848 bei den ersten Parlamentswahlen in den Nationalrat gewählt und am 7. November 1848 zu dessen Vizepräsidenten ernannt. Dem Nationalrat gehörte er bis zu seinem Tod ununterbrochen während 34 Jahren an. Vier Mal wurde er zum Nationalratspräsidenten (zum höchsten Repräsentanten der Schweizer) gewählt: 1849, 1856 und 1862. 1855 nahm Escher die Wahl aus gesundheitlichen Gründen nicht an.

### Opposition und Kritik
Escher verfügte durch seine zahlreichen politischen Ämter sowie durch seine wirtschaftlichen Gründungen von Nordostbahn (1852/1853) und Kreditanstalt (1856) über eine aussergewöhnliche Machtfülle, aufgrund derer Escher unter anderem mit «König Alfred I.» oder als «Princeps» betitelt wurde. Diese Vormachtstellung rief Kritiker auf den Plan. Die demokratische Bewegung forderte mehr Mitspracherecht für das Volk in politischen Fragen. Der eingeschworene Politikerkreis um Alfred Escher – das «System Escher» – wurde erklärtes Feindbild der Demokraten. Mit Pamphleten und Volksversammlungen wurde gegen das «System Escher» angekämpft, was schliesslich seinen Einfluss schwächte.
Erschwerend kam für Escher hinzu, dass seine Nordostbahn in den 1870er-Jahren zunehmend in die finanzielle Krise schlitterte. Der Kurs der Aktie brach von 658 Franken im Jahr 1868 auf 70 Franken im Jahr 1877 ein. Die verärgerten Anleger sparten in der Folge nicht mit Kritik an Escher, obwohl dieser 1871 als Direktionspräsident der Nordostbahn zurückgetreten war. Auch die finanziellen Schwierigkeiten beim Gotthard-Eisenbahnprojekt wurden ihm von verschiedenen Seiten angelastet.

### Belastetes Erbe seines Vaters wegen Sklaverei in Kuba
Schon zu Lebzeiten Eschers gab es verschiedentlich Medienberichte, die Angehörige der Familie Escher beschuldigten, Nutzniesser der Sklaverei zu sein. 2017 veröffentlichte der deutsche Historiker Michael Zeuske Dokumente, die beweisen, dass die Generation der Eltern von Alfred Escher eine Kaffeeplantage auf Kuba besass, zu der auch über 80 Sklaven gehörten. Auf dem Betrieb, den zwei Onkel von Alfred Escher verwalteten, wuchsen unter anderem 200'000 Kaffeepflanzen, von denen jährlich rund 300 Tonnen Kaffeebohnen geerntet wurden.
Als Heinrich Escher 1853 starb, vererbte er seinem Sohn Alfred 1 Million Franken (nach heutigem Wert rund 12 Millionen) und eine Reihe von Liegenschaften, unter anderem den Belvoirpark samt Villa. Die Plantage auf Kuba, die der Vater von seinem verstorbenen Bruder Fritz im November 1847 geerbt hatte, war 1848 bereits verkauft, Informationen zum Verkaufserlös liegen nicht vor. Alfred Escher war ab 1846 im Hintergrund in den Verkauf der Plantage involviert. In seiner Korrespondenz bat er die Geschäftspartner um Verschwiegenheit, um die öffentliche Debatte zur Sklaverei und zum Sklavenhandel in Zürich nicht zu befeuern.
Lokalpolitiker der SP und der AL forderten in der Stadt Zürich eine Aufarbeitung der Geschichte sowie öffentliche Information, als Möglichkeit war von einer Informationstafel im Zürcher Belvoirpark die Rede.
Der frühere Chefhistoriker der Credit Suisse und Escher-Biograph Joseph Jung verteidigte den Vater Heinrich Escher, indem er den Standpunkt einnahm, erst ein Sklavenhandel wäre moralisch anstössig gewesen. Jung schrieb in einer Gegendarstellung zum Artikel im Tages-Anzeiger vom 7. Juli 2017, weder Alfred noch sein Vater Heinrich seien je Sklavenhalter gewesen.

### Krankheit, Tod und Denkmal

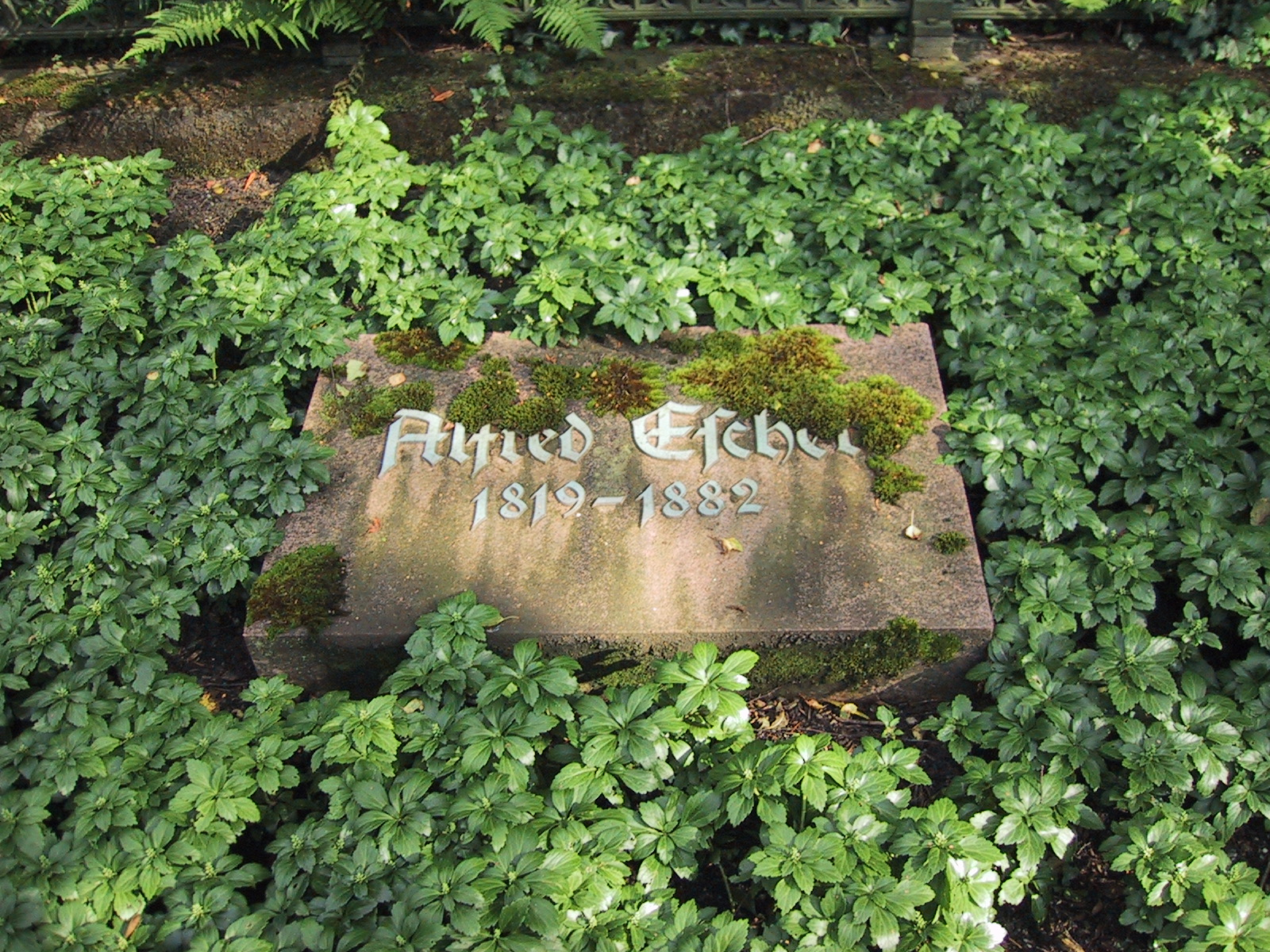
Grab Alfred Eschers, Friedhof Manegg, Zürich

Neben den Angriffen auf seine Person hatte Escher auch mit gesundheitlichen Problemen zu kämpfen. Er erkrankte zeitlebens immer wieder und war gezwungen, sich bei längeren Kuren zu erholen. Seine Anfälligkeit für Krankheiten vertrug sich schlecht mit seinem grossen Arbeitspensum. Während der kritischen Phase des Gotthardprojekts Mitte der 1870er-Jahre arbeitete sich Escher fast zu Tode. Er erkrankte 1878 so schwer, dass er das «Belvoir» während mehrerer Wochen nicht verlassen konnte. Es folgte ein ständiges gesundheitliches Auf und Ab: Asthma, Fieber, Augenleiden, Furunkel. Dies hielt Escher jedoch nicht davon ab, nach Möglichkeit seinen politischen und wirtschaftlichen Verpflichtungen nachzukommen. Ende November 1882 erkrankte er erneut schwer. Karbunkel bildeten sich auf seinem Rücken, und starkes Fieber plagte ihn. Am Morgen des 6. Dezember 1882 starb Alfred Escher auf seinem Landgut «Belvoir».
An der Abdankungsfeier vom 9. Dezember 1882, die im Zürcher Fraumünster abgehalten wurde, erwies die politische Elite des Landes Alfred Escher die letzte Ehre: Bundesräte, National- und Ständeräte sowie unzählige Kantonsvertreter versammelten sich. Im Februar 1883 wurde ein Komitee gebildet, das Escher ein künstlerisches Denkmal setzen wollte. Der Auftrag ging an den Künstler Richard Kissling. Das von ihm entworfene Alfred-Escher-Denkmal vor dem Zürcher Hauptbahnhof wurde am 22. Juni 1889 eingeweiht. Eschers Grab befand sich anfangs auf dem Friedhof Enge, es wurde nach dessen Aufhebung 1925 auf den Friedhof Manegg verlegt.

## Der Mitbegründer der modernen Schweiz

### Erste Eisenbahnprojekte

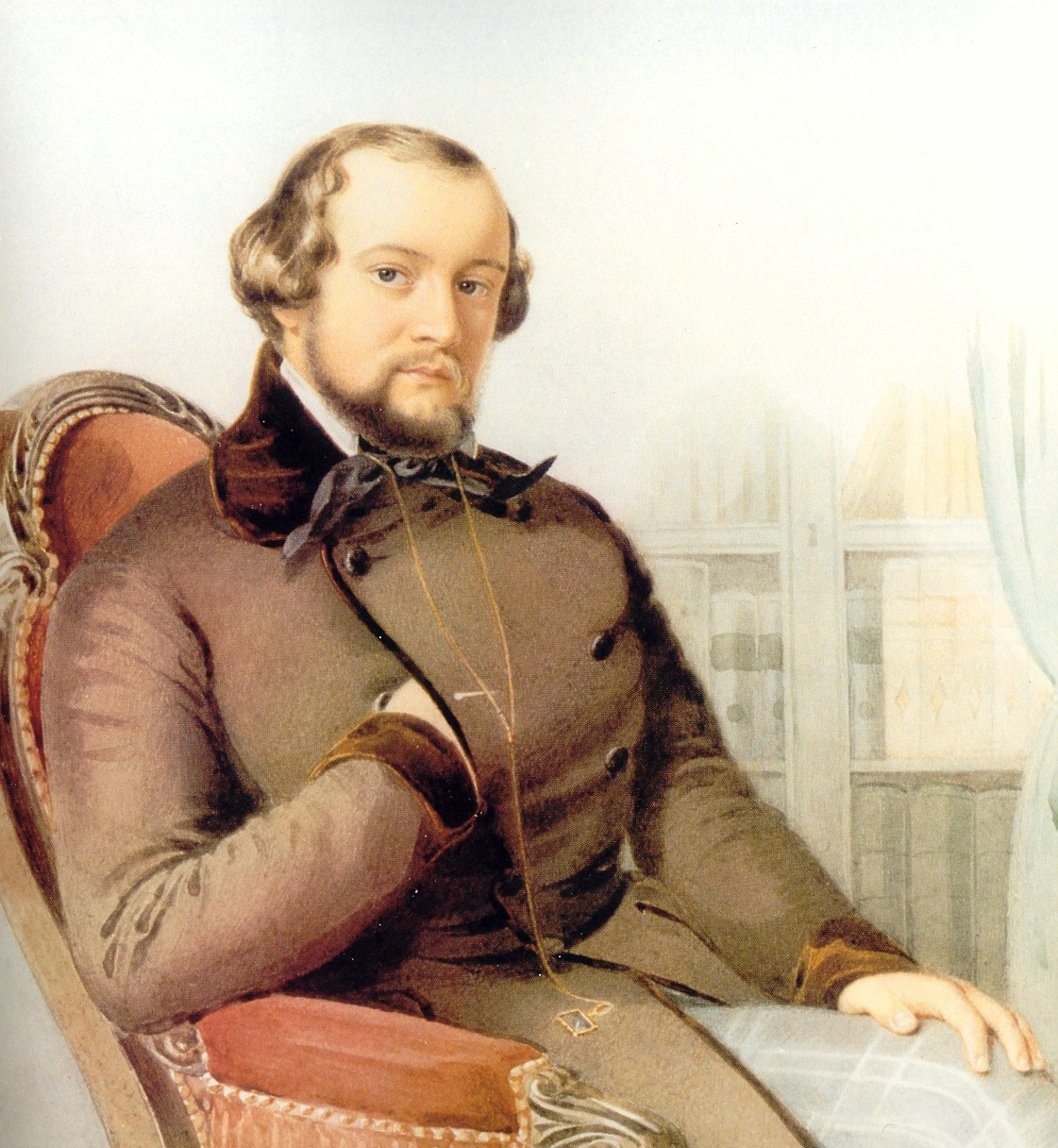
Alfred Escher 1849 als Nationalratspräsident

«Von allen Seiten nähern sich die Schienenwege immer mehr der Schweiz. Es tauchen Pläne auf, gemäss denen die Bahnen um die Schweiz herumgeführt werden sollen. Der Schweiz droht somit Gefahr, gänzlich umgangen zu werden und infolgedessen in der Zukunft das traurige Bild einer europäischen Einsiedelei darbieten zu müssen.» Mit diesen Worten verlieh Alfred Escher Ende 1849 seinen Befürchtungen Ausdruck, dass die Schweiz den Anschluss an die Moderne verpassen könnte. Nicht ohne Grund, denn während im Ausland die Zahl der Eisenbahnkilometer stetig zunahm und die wirtschaftliche Entwicklung vorantrieb, war die Schweiz in dieser Beziehung ein rückständiges Land. Der schweizweite Eisenbahnbau wurde zur Schicksalsfrage im 1848 gegründeten Bundesstaat. Über die Notwendigkeit von Eisenbahnen war man sich im Grunde einig, stritt sich aber über die konkrete Umsetzung. 1852 verhalf Escher dem Eisenbahngesetz zum Durchbruch, das ganz seinen Vorstellungen folgte: der Bau und Betrieb der Bahnen wurde privaten Gesellschaften überlassen. In der Folge kam es in der Schweiz zu einem Boom im Eisenbahnbau. In kürzester Zeit entstanden konkurrierende Eisenbahngesellschaften, so auch 1852/1853 die Schweizerische Nordostbahn, der Escher vorstand. Der verkehrstechnische Rückstand gegenüber dem Ausland konnte in kurzer Zeit aufgeholt werden.

### Eidgenössisches Polytechnikum
Mit dem neuen Eisenbahn-Boom einher ging der Ruf nach Fachkräften, die den Anforderungen des neuen Wirtschaftszweigs gewachsen waren. In der Schweiz existierte keine Ausbildungsstätte für Ingenieure und Techniker. Escher kämpfte an vorderster Front mit, um den technisch-industriellen Anforderungen der Zeit Genüge zu tun. Nach jahrelangen politischen Auseinandersetzungen gelang 1854/1855 die Schaffung des Eidgenössischen Polytechnikums (heute ETH Zürich). Escher war von 1854 bis 1882 Vizepräsident des Eidgenössischen Schulrats, dem leitenden Gremium des Polytechnikums. Mit der Schaffung dieser technisch-naturwissenschaftlichen Bildungsstätte wurde der wichtigste Grundstein für den Bildungs- und Forschungsplatz Schweiz gelegt.

### Schweizerische Kreditanstalt
Der grosse Kapitalbedarf, der mit dem Eisenbahnbau verbunden war, stellte die Eisenbahnunternehmen vor neue Herausforderungen. Das Kapital musste aus dem Ausland bezogen werden, weil es in der Schweiz keine Institutionen gab, die Geld in diesen Grössenordnungen zur Verfügung stellen konnten. Die Abhängigkeit von ausländischen Kapitalgebern brachte es mit sich, dass diese ihren Einfluss auf die Entwicklung der Schweizer Eisenbahnunternehmen geltend machen wollten. Alfred Escher war diese Konstellation leid. Er realisierte 1856 die Gründung der Schweizerischen Kreditanstalt, in erster Linie, um die Finanzierung seiner Nordostbahn zu sichern. Zunehmend finanzierte die Kreditanstalt jedoch weitere private und staatliche Unternehmungen. So entwickelte sie sich zu einem wichtigen Geldgeber der Schweizer Wirtschaft und begründete damit den Finanzplatz Zürich.

### Gotthardbahn

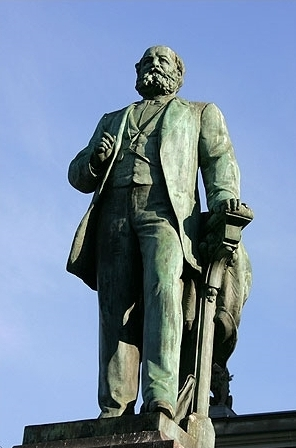
Alfred-Escher-Denkmal von Richard Kissling, Bahnhofplatz Zürich

Durch den Ausbau der Eisenbahnstrecken in den 1850er-Jahren war die Gefahr der Umfahrung der Schweiz durch das Ausland noch nicht gebannt. Zwar waren die wichtigsten Orte der Schweiz bald ans Schienennetz angeschlossen worden, eine Nord-Süd-Verbindung fehlte jedoch. Alfred Escher favorisierte zu Beginn eine Alpentransversale beim Lukmanierpass, änderte dann aber seine Meinung und unterstützte das Gotthard-Projekt. Für die Durchführung dieses ambitionierten Vorhabens warf Escher seine gesamten wirtschaftlichen und politischen Machtmittel in die Waagschale.
Er konsultierte Ingenieure und andere Fachleute, führte Verhandlungen mit Schweizer und ausländischen Behörden. An der Internationalen Gotthardkonferenz im Herbst 1869 fiel die endgültige Entscheidung zugunsten der Gotthardlinie. 1871 wurde die Gotthardbahn-Gesellschaft gegründet, mit Escher als Präsident. Diverse Schwierigkeiten bei der Durchführung des Vorhabens und eine angesichts der Grösse des Projekts bescheidene Kostenüberschreitung von etwa 11 Prozent belasteten den Bau. Escher war zunehmender Kritik ausgesetzt, was ihn 1878 veranlasste, als Direktionspräsident der Gotthardbahn-Gesellschaft zurückzutreten. Zum Durchstich des Gotthardtunnels 1880 wurde er nicht eingeladen.
1882 war das Jahrhundertprojekt vollendet, und der Gotthardtunnel wurde feierlich eröffnet. Dieses Mal erhielt Escher zwar eine Einladung, konnte aufgrund seiner angeschlagenen Gesundheit jedoch nicht an den Eröffnungsfestivitäten teilnehmen. Der Gotthardtunnel war für die Schweiz von massgeblicher verkehrspolitischer Bedeutung. Der Personen- und Güterverkehr nahm nach der Eröffnung des Tunnels sprunghaft zu und machte die Aktiengesellschaft rentabel; die Schweiz wurde seither im europäischen Güterverkehr zu einem wichtigen Transitland. Dies zeigte sich auch im Ausbau der so genannten Gotthard-Achse. In den 1960er-Jahren evaluierte zunächst die Kommission Eisenbahntunnel durch die Alpen (KEA) verschiedene Bahnprojekte durch die Alpen, und neben dem Gotthard-Basistunnel wurde in dem Paket der TransAlpin auch die Realisierung eines Lötschberg-Basistunnels beschlossen. 1992 erweiterte das Transitabkommen mit der EU den auch heute noch gültigen internationalen Gotthardvertrag von 1909. Das Schweizer Volk nahm 1994 die Eidgenössische Volksinitiative zum Schutze des Alpengebietes vor den Folgen des anwachsenden schweren Transitverkehrs (Alpen-Initiative) in einer Volksabstimmung an. 2016 kam es zur Fertigstellung eines Hauptteils dieser Konzeption, des nun viel flacher unter den Zentralalpen verlaufenden Gotthard-Basistunnels.

## Ämter und Funktionen
Die Ämterkumulation von Escher bleibt in der Schweiz bis heute einmalig, wie die folgende (nicht abschliessende) Auflistung seiner wichtigsten Ämter und Funktionen illustriert:
| Dauer     | Amt/Funktion                                                                   |
| --------- | ------------------------------------------------------------------------------ |
| 1839–1840 | Präsident der Zürcher Sektion des Schweizerischen Zofingervereins              |
| 1840–1841 | Centralpräsident des Schweizerischen Zofingervereins                           |
| 1844–1847 | Privatdozent an der Universität Zürich                                         |
| 1844–1882 | Zürcher Gross- bzw. Kantonsrat (Präsident: 1848, 1852, 1857, 1861, 1864, 1868) |
| 1845–1848 | Eidgenössischer Tagsatzungsgesandter (mit Unterbrüchen)                        |
| 1845–1855 | Mitglied des Zürcher Erziehungsrats                                            |
| 1846–1849 | Mitglied des Zürcher Gesetzgebungsrats                                         |
| 1847–1848 | Zürcher Staatsschreiber                                                        |
| 1848–1855 | Zürcher Regierungsrat (Amtsbürgermeister: 1849; Präsident: 1851/52, 1853/54)   |
| 1848–1849 | Mitglied des Zürcher Finanzrats                                                |
| 1848      | Eidgenössischer Kommissär im Kanton Tessin                                     |
| 1848–1882 | Nationalrat (Präsident: 1849/50, 1856/57, 1862/63)                             |
| 1849–1855 | Mitglied des Zürcher Kirchenrats                                               |
| 1849–1852 | Mitglied des Zürcher Staatsrats                                                |
| 1853      | Direktionspräsident der Zürich-Bodenseebahn                                    |
| 1853–1872 | Direktionspräsident der Schweizerischen Nordostbahn                            |
| 1854–1882 | Vizepräsident des Schweizerischen Schulrats                                    |
| 1856–1877 | Verwaltungsratspräsident der Schweizerischen Kreditanstalt                     |
| 1857–1874 | Aufsichtsrat der Schweizerischen Lebensversicherungs- und Rentenanstalt        |
| 1859–1874 | Mitglied des Grösseren Stadtrats (Parlament) von Zürich                        |
| 1860–1869 | Präsident der Schulpflege Zürich                                               |
| 1871–1878 | Direktionspräsident der Gotthardbahn-Gesellschaft                              |
| 1872–1882 | Verwaltungsratspräsident der Schweizerischen Nordostbahn                       |
| 1880–1882 | Verwaltungsratspräsident der Schweizerischen Kreditanstalt                     |

## Nachlass und Forschung
Der Alfred Escher-Forschung steht ein reichhaltiger Fundus an Quellenmaterial zur Verfügung. In erster Linie ist die umfangreiche Korrespondenz zu nennen, die mit Escher verbunden ist. Escher stand in Briefkontakt mit den führenden Persönlichkeiten aus Politik, Wirtschaft und Wissenschaft. 2006 wurde die Alfred Escher-Stiftung errichtet, die sich der Erforschung von Leben und Wirken Eschers annimmt. Die Stiftung veröffentlichte 2015 sämtliche bekannten Briefe Alfred Eschers in einem multimedialen Editionsprojekt. Am 31. Dezember 2021 löste sich die Stiftung auf. Um die Edition langfristig zu sichern, wurde die digitale Edition neu mit dem TEI Publisher aufgesetzt. Die Verantwortung hat seit 2022 das Staatsarchiv Zürich.

## Escher-Korrespondenz
- Joseph Jung (Hrsg.): Alfred Escher zwischen Lukmanier und Gotthard. Briefe zur schweizerischen Alpenbahnfrage 1850–1882. Bearbeitet und kommentiert von Bruno Fischer, Martin Fries und Susanna Kraus. Mit Beiträgen von Joseph Jung und Helmut Stalder (= Alfred Escher. Briefe. Ein Editions- und Forschungsprojekt der Alfred Escher-Stiftung. Band 1 in 3 Teilbänden), NZZ Libro, Zürich 2008, ISBN 978-3-03823-379-4.
- Joseph Jung (Hrsg.): Alfred Eschers Briefe aus der Jugend- und Studentenzeit (1831–1843). Bearbeitet und kommentiert von Bruno Fischer (= Alfred Escher. Briefe. Ein Editions- und Forschungsprojekt der Alfred Escher-Stiftung. Band 2), NZZ Libro, Zürich 2010, ISBN 978-3-03823-628-3.
- Joseph Jung (Hrsg.): Alfred Eschers Briefwechsel (1843–1848). Jesuiten, Freischaren, Sonderbund, Bundesrevision. Bearbeitet und kommentiert von Björn Koch (= Alfred Escher. Briefe. Ein Editions- und Forschungsprojekt der Alfred Escher-Stiftung. Band 3), NZZ Libro, Zürich 2011, ISBN 978-3-03823-703-7.
- Joseph Jung (Hrsg.): Alfred Eschers Briefwechsel (1848–1852). Aufbau des jungen Bundesstaates, politische Flüchtlinge und Neutralität. Bearbeitet und kommentiert von Sandra Wiederkehr (= Alfred Escher. Briefe. Ein Editions- und Forschungsprojekt der Alfred Escher-Stiftung. Band 4), NZZ Libro, Zürich 2012, ISBN 978-3-03823-723-5.
- Joseph Jung (Hrsg.): Alfred Eschers Briefwechsel (1852–1866). Wirtschaftsliberales Zeitfenster, Gründungen, Aussenpolitik. Mit Beiträgen von Claudia Aufdermauer, Bruno Fischer, Joseph Jung, Björn Koch, Katrin Rigort und Sandra Wiederkehr (= Alfred Escher. Briefe. Ein Editions- und Forschungsprojekt der Alfred Escher-Stiftung. Band 5), NZZ Libro, Zürich 2013, ISBN 978-3-03823-853-9.
- Joseph Jung (Hrsg.): Alfred Eschers Briefwechsel (1866–1882). Private Eisenbahngesellschaften in der Krise, Gotthardbahn, politische Opposition. Mit Beiträgen von Claudia Aufdermauer, Basil Böhni, Lisa Bollinger, Bruno Fischer, Josef Inauen, Joseph Jung, Björn Koch und Vincent Pick (= Alfred Escher. Briefe. Ein Editions- und Forschungsprojekt der Alfred Escher-Stiftung. Band 6), NZZ Libro, Zürich 2015, ISBN 978-3-03810-034-8.

## Filme
- Alfred Escher und Stefano Franscini – Kampf um den Gotthard. Doku-Drama von Schweizer Radio und Fernsehen, 2013. (Online-Video)